# Charlotte Greenwood
Charlotte Greenwood (25 de junio de 1890-28 de diciembre de 1977) fue una actriz y bailarina estadounidense. 

## Biografía
Su nombre completo era Frances Charlotte Greenwood, y nació en Filadelfia, Pensilvania.
Greenwood se inició en el vodevil, actuando finalmente en el teatro en Broadway, el cine y la radio. Mujer de elevada estatura, era conocida por sus largas piernas. Según ella misma decía, era la "...única mujer del mundo que podía dar un puntapié a una jirafa en el ojo."
Trabajó con actores de la talla de Betty Grable, Jimmy Durante, Eddie Cantor, Buster Keaton, y Carmen Miranda. La mayor parte del mejor trabajo de Greenwood lo hizo en las tablas, y recibió críticas positivas de profesionales como James Agate, Alexander Woollcott y Claudia Cassidy. Uno de sus papeles de mayor éxito fue el de Juno en la obra de Cole Porter Out of This World, en la que interpretaba el clásico de Porter "I Sleep Easier Now."
Aunque el papel se escribió pensando en ella, las obligaciones cinematográficas le impidieron interpretar a la "Tía Eller" en el éxito de Richard Rodgers y Oscar Hammerstein II representado en Broadway Oklahoma (1943). Su oportunidad llegó con la versión cinematográfica rodada en 1955, justo antes de retirarse en 1956. 
Charlotte Greenwood falleció en Los Ángeles, California, en 1977, a los 87 años de edad.
Estuvo casada en dos ocasiones. La primera en 1915, con el actor Cyril Ring, hermano de la actriz Blanche Ring, matrimonio que finalizó en divorcio en 1922. Su segundo matrimonio fue con el compositor Martin Broones, y duró hasta el fallecimiento de él en 1971. 